# Врэнчану, Георге
Гео́рге Врэнча́ну (в части источников: Врынчану или Вранчану, рум. Gheorghe Vrănceanu, 30 июня 1900, Валя-Ходжей, Бакэу — 27 апреля 1979, Бухарест) — румынский математик, ученик Гильберта и Леви-Чивиты, один из ведущих геометров середины XX века. Труды в области дифференциальной геометрии и топологии (более 300 статей и несколько монографий, переведенных на французский и немецкий языки).
Вице-президент Международного математического союза (1975—1978). Действительный член Румынской академии (с 1955, член-корреспондент с 1946 года). С 1964 года — президент математической секции Румынской академии, редактор математического журнала «Revue Roumaine de Mathématiques Pures et Appliquées». Лауреат Государственной премии Румынии (1952). Почётный доктор Болонского и Ясского университетов. Член Королевской фламандской академии наук в Брюсселе (1970) и Королевского общества Льежа (1972). Основатель Математического института Румынской академии.

## Биография
Врэнчану родился в бедной крестьянской семье. Ещё в школе проявил математические способности, благодаря которым получил стипендию для обучения в Ясском университете (1919—1922). Среди преподавателей университета был Симион Стоилов. Далее юноша поступил в Гёттингенский университет, где учился у Давида Гильберта. Затем он продолжил обучение в Римском университете, там читал лекции по геометрии Туллио Леви-Чивита.
Получив в Риме докторскую степень (5 ноября 1924 года), Врэнчану вернулся в Ясский университет, где был назначен преподавателем. Открытые им в 1926 году «неголономные пространства» принесли Врэнчану известность. В 1927–1928 годах он был удостоен стипендии Рокфеллера для обучения во Франции и США, посещал лекции Эли Картана в Париже, Биркгофа и Веблена в Гарвардском и Принстонском университетах. В 1928 году он выступил на Международном конгрессе математиков.
В 1929 году Врэнчану, отклонив предложения остаться в США, вернулся в Румынию и был назначен профессором в Университете Черновиц. В 1939 году перешёл в Бухарестский университет (в 1948 году был назначен заведующим кафедрой геометрии и топологии). В период войны выступал против участия Румынии в войне на стороне Германии. После войны принял участие в Первой Всесоюзной геометрической конференции (Киев, 25 мая — 2 июня 1962 года).
В июне 1969 года Врэнчану был удостоен звания заслуженного профессора Социалистической Республики Румынии «в знак признания профессорско-преподавательского состава за достойную работу в области образования и воспитания учащихся и студентов и за вклад, внесенный в развитие образования и культуры в нашей стране». Вышел на пенсию в 1970 году, но до конца жизни продолжал активную научную деятельность, читал лекции в более чем 30 учебных заведениях по всему миру, в том числе в университетах Парижа, Рима, Принстона, Москвы, Пекина, Берлина, Лондона, Саламанки, Женевы.

## Научная деятельность
Ранние исследования Врэнчаиу (1924—1937) были посвящены общей и релятивистской механике, исследовал аксиоматические основания общей теории относительности. В дальнейшем главные его работы Врэнчану охватывают проблемы современной дифференциальной геометрии, они охватывает весь спектр современной геометрии, от классической теории поверхностей до созданной им теории неголономных пространств и вопросов их применения к задачам физики и техники.
Развив труды Эли Картана и Яна Схоутена, Врэнчану определил группу пространственных преобразований конгруэнтности, тем самым включив новые типы пространств в «Эрлангенскую программу» Ф. Клейна.
Среди других тем исследований:
- Пространства с аффинной связностью.
- Риманова геометрия.
- Группы Ли.
- Пространства с проективной связностью[англ.].
- Частично проективные пространства.
- Пространства с конформной связностью[англ.].
- Группы автоморфизмов.
- Глобальные дифференциальные свойства многообразий.

Результаты Врэнчану оказали влияние на работы таких крупных геометров и алгебраистов, как: В. В. Вагнер, Кентаро Яно, А. Г. Уокер, К. Номидзу, С. Кобаяси.

## Избранные труды
Собрание сочинений Врэнчану издано ещё при его жизни в 4-томном сборнике:
Opera matematica, Bukarest 1969—1977.
Некоторые другие работы:
- Les espaces non holonomes, Paris, Gauthier-Villars 1936.
- Interprétation géométrique des processus probabilistiques continus, Gauthier-Villars 1969.
- Vorlesungen über Differentialgeometrie, Berlin, Akademie Verlag 1961.